# ليندسي بلوم
ليندسي بلوم (بالإنجليزية: Lindsay Bloom)‏ هي متسابقة ملكة الجمال وممثلة أمريكية، ولدت في 28 أغسطس 1950 في الولايات المتحدة.

## وصلات خارجية
- ليندسي بلوم على موقع IMDb (الإنجليزية)
- ليندسي بلوم على موقع قاعدة بيانات الفيلم (الإنجليزية)